# Asesinato de Helen McCourt
Helen McCourt (Bootle, Inglaterra; 29 de julio de 1965 - Billinge, Inglaterra;  c. 9 de febrero de 1988) era una joven británica de 22 años, empleada de seguros, que desapareció en el pueblo de Billinge, en el condado de Merseyside, poco después de bajarse de un autobús a escasos 500 metros de su casa. Su cuerpo todavía no ha sido encontrado. Ian Simms, propietario de un pub local, fue condenado por su asesinato.
El caso es un raro ejemplo en el que se ha obtenido una condena por asesinato sin la presencia de un cadáver (In absentia), y fue uno de los primeros en el Reino Unido en utilizar huellas dactilares de ADN. En 2015, Marie, la madre de McCourt, inició una campaña para exigir a los asesinos condenados que revelaran la ubicación de los restos de sus víctimas antes de ser considerados para la libertad condicional. La campaña condujo a la introducción de la Ley de Prisioneros (Divulgación de Información sobre las Víctimas) 2020, conocida popularmente como "Ley de Helen" en mayo de 2019. El proyecto se convirtió en ley en noviembre de 2020, tras la puesta en libertad de Simms en febrero de 2020.
Simms murió en 2022 sin que revelara el paradero del cadáver.

## Antecedentes y desaparición

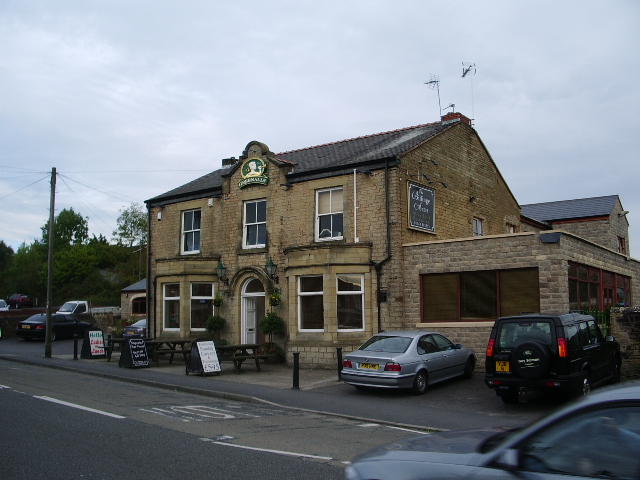
Fachada del pub Billinge Arms, nombrado como George and Dragon en el momento de la muerte de McCourt y que era propiedad de su asesino, Ian Simms.

El 9 de febrero de 1988, Helen McCourt, de 22 años, habló por teléfono con su madre Marie antes de las 16 horas, poco antes de salir del trabajo. Tenía previsto salir esa noche con su nuevo novio y quería que el té estuviera listo antes para tener tiempo de lavarse el pelo.
Dos días antes de su desaparición, McCourt había mantenido una acalorada discusión con una mujer en un pub llamado George and Dragon (posteriormente renombrado Billinge Arms). El propietario era Ian Simms, que en aquel momento tenía 31 años, estaba casado y tenía dos hijos pequeños. Tras la discusión, Simms prohibió a McCourt la entrada al pub y, según varios clientes, utilizó un lenguaje obsceno con ella y le dijo que la odiaba. Le había hecho repetidas proposiciones sexuales que ella había rechazado, y también creía que McCourt conocía su aventura con su amante de 21 años, a la que había trasladado al piso del pub a espaldas de su mujer, y cotilleaba sobre ello.
McCourt se bajó del autobús sobre las 17:15 horas y emprendió el corto camino a casa, una ruta que la llevaba más allá del pub. A los pocos minutos, un hombre que salía de otro autobús oyó un fuerte grito, que se detuvo bruscamente, procedente del pub. McCourt no ha vuelto a ser vista desde aquella noche.

## Evidencias
Mientras era interrogado, Simms cayó bajo sospecha cuando se puso extremadamente nervioso. También observaron arañazos recientes en su cuello. Su coche fue incautado, y los forenses encontraron rastros de sangre de Helen en forma de manchas en el umbral de goma del maletero y una mancha en la alfombra del mismo. También encontraron un pendiente de ópalo y perlas, más tarde identificado por la madre de McCourt como uno de un par que le había regalado a la joven por su 21 cumpleaños, y que había llevado el día en que desapareció. El clip de mariposa del pendiente se encontró al registrar con los dedos la alfombra del dormitorio trasero del piso de Simms. También se encontraron restos de su sangre y pelo en la alfombra. También se encontró más sangre de ella en la alfombra al pie de las escaleras que conducen a su apartamento, y salpicada en el papel pintado junto a la puerta exterior, donde la policía cree que McCourt fue atacada por primera vez. La policía cree que fue golpeada al menos dos veces en la cara.
También se encontró una huella dactilar ensangrentada del dedo índice izquierdo de Simms en la barandilla de la escalera que conduce al dormitorio.
En marzo, el bolso, el abrigo gris topo, la bufanda granate, los pantalones azul marino, las bragas blancas y los mitones verdes de McCourt fueron encontrados en la orilla de un río en Irlam, a unos 32 kilómetros de distancia, en una bolsa de basura negra que se demostró que había sido sacada de un rollo del pub de Simms. También se encontró con la ropa una chaqueta de algodón que Simms admitió que era suya. Había manchas de sangre en ambas mangas y pelo de su cabeza, y se encontró una fibra de sus manoplas en un bolsillo. La presencia de los pantalones y la ropa interior de McCourt en la bolsa de basura indica la fuerte posibilidad de que Simms la agrediera sexualmente antes de matarla.
Se encontraron fibras de la alfombra de la escalera, la alfombra del rellano y la alfombra del dormitorio trasero del piso de Simms en el abrigo y los pantalones nuevos de McCourt (usados por primera vez esa mañana), lo que indica que fue arrastrada escaleras arriba tras ser atacada por Simms. Una testigo que trabajaba en el restaurante del pub declaró que había oído ruidos de arrastre desde arriba en el momento del asesinato. Junto con la ropa de McCourt se encontró un cable eléctrico similar a otros cables encontrados en el piso de Simms, que utilizaba para jugar con sus dos perros. El cable encontrado en Irlam tenía marcas de dientes caninos que coincidían con los perros de Simms. También tenía mechones de pelo humano atrapados en un nudo que coincidían con los pelos de los rulos de McCourt. Se cree que este flexible fue usado para estrangularla.
Un hombre también se presentó para decir que, en la mañana después de la desaparición de McCourt, había descubierto una toalla manchada de sangre mientras paseaba a su perro a lo largo del canal marítimo de Mánchester en Hollins Green (Warrington). Más tarde descubrió una segunda toalla junto con varios artículos de ropa de hombre que también tenían sangre. El jersey tenía el logotipo de Labatt, una marca de cerveza muy popular en el pub George and Dragon. Cuando se le preguntó por la ropa, Simms negó al principio que fuera suya. Cuando su mujer y su amante le confirmaron que la ropa era suya, cambió de versión.

## Juicio
En su juicio, celebrado en 1989, Simms negó haber asesinado a McCourt, alegando que alguien había entrado en su piso, le había robado la ropa y se había vestido con ella para atacarla y asesinarla sin que él lo supiera. Esta persona había utilizado después su coche para deshacerse del cuerpo de McCourt y luego había dejado su ropa donde se encontraría para incriminarle. Simms admitió que estuvo en el pub de 16:20 a 18:00. No pudo explicar cómo esta otra persona pudo entrar en el pub vestida con su ropa y atacar y asesinar a McCourt sin molestarle a él ni a su perro guardián Rottweiler. Sin embargo, el jurado le condenó por el asesinato. Simms fue una de las primeras personas condenadas por pruebas de ADN sin que se descubriera el cadáver de la víctima.
En ausencia del cuerpo de McCourt, los forenses utilizaron una nueva técnica con muestras de sangre de sus padres comparadas con la sangre encontrada en el apartamento de Simms, en su ropa y en el maletero de su coche. Las probabilidades de que la sangre no fuera de un hijo de los padres de McCourt eran de 126 000 a una. En 1999, Simms impugnó las conclusiones basándose en las pruebas de ADN, aunque la mejora de la tecnología del ADN sugería que las probabilidades de que la sangre no fuera de McCourt eran de nueve millones a una. El periodista de investigación Bob Woffinden hizo campaña a favor de Simms, afirmando que era inocente. En un principio, se prohibió a Woffinden visitar a Simms en la cárcel para dar a conocer su historia, lo que fue bien acogido por los padres de McCourt, pero se modificó la legislación aplicable para permitir que los periodistas contaran las historias de los reclusos en los medios de comunicación.
Simms fue condenado a cadena perpetua con una pena mínima de 16 años, pero siguió manteniendo su inocencia.

## Hechos posteriores
Desde la desaparición de su hija, Marie McCourt se dedicó a trabajar para la organización Support after Murder and Manslaughter (SAMM), y siguió presionando a Simms para que revelara el paradero del cadáver: presionó al departamento del lord canciller para que se le acusara de impedir un entierro y para que se introdujera una ley que impidiera la excarcelación de presos si no se revelaba el paradero de las víctimas. Marie siguió buscando el cuerpo de su hija.
En julio de 2008, se colocó un banco de mármol en los terrenos de la iglesia católica romana de St. Mary en Billinge, para conmemorar el que habría sido el 43 cumpleaños de McCourt. En febrero de 2013, se celebró una misa en memoria de McCourt en el 25 aniversario de su desaparición.
El 16 de octubre de 2013, la policía exhumó una tumba situada detrás de la iglesia anglicana de St Aidan, en Billinge, tras recibir un aviso de que el cuerpo de McCourt había sido colocado dentro de una tumba abierta antes de un entierro en la iglesia en febrero de 1988. La exhumación demostró que los restos de McCourt no habían sido colocados allí.
Simms nunca reveló el paradero del cuerpo de McCourt. A Simms se le permitió salir de prisión temporalmente en marzo de 2019. El 21 de noviembre de 2019 se informó que una revisión de la Junta de Libertad Condicional el 8 de noviembre había recomendado a Simms para la libertad condicional, encontrando que había "cumplido con los términos para la liberación". En febrero de 2020, el intento de la familia McCourt de mantener a Simms en la cárcel fue rechazado y Simms fue puesto en libertad condicional. Simms murió el 24 de junio de 2022 sin haber revelado la ubicación del cuerpo de McCourt.

## Ley de Helen
En diciembre de 2015, Marie McCourt lanzó una campaña para promulgar una ley que impidiera que los asesinos convictos que se negaran a revelar la ubicación de los cuerpos de las víctimas quedaran en libertad condicional.
En mayo de 2019, el Ministerio de Justicia del Reino Unido anunció sus planes de legislar para que la libertad condicional tenga "más en cuenta el hecho de no revelar la ubicación de los restos de una víctima". La ley se tituló formalmente "Ley de reclusos (divulgación de información sobre las víctimas)". En los casos de asesinato, homicidio involuntario y fotografías o pseudofotografías indecentes de niños, impone la obligación legal a la junta de libertad condicional de considerar la no divulgación de los restos de la víctima o víctimas al decidir sobre la liberación, cuando la junta crea que tiene conocimiento de ello. La ley también se aplica cuando una condena por estos delitos fue por cualquier delito equivalente bajo la ley de otro país, y el prisionero debe ser considerado por la junta de libertad condicional.
El 5 de julio de 2019, el Secretario de Estado de Justicia, David Gauke, confirmó que la ley se adoptaría en Inglaterra y Gales.
El proyecto de ley se presentó ante el Parlamento y se quedó sin tiempo antes de su disolución antes de las elecciones generales de 2019. Al descubrir que el asesino de su hija sería puesto en libertad, Marie McCourt instó al próximo gobierno a introducir la ley con carácter de urgencia. Simms fue puesta en libertad en febrero de 2020, antes de que el proyecto se convirtiera en ley.
La Ley Helen ha sido criticada por las familias de las víctimas, defensores y otras personas como "una ley sin dientes", careciendo de fuerza legal.